# 仰山慧寂
仰山慧寂（807年—883年），俗姓葉，謚號智通禪師，韶州湞陽縣（今廣東省韶關市曲江區）人，唐代禪宗比丘，師事溈山靈祐禪師，為溈仰宗的開創者。

## 生平
慧寂禪師自幼有出家之志，十七歲時，決心出家，自斷兩指明志。曾經參謁耽源應真禪師，後入溈山靈祐大師門下，擔任他的侍者。
慧寂隨侍靈祐禪師十餘年，在溈山靈祐禪師圓寂之前多年，慧寂離開了溈山，行腳參謁了諸名山大德，後在湖南郴州遭遇“會昌法難”（即唐武宗滅佛）之際，潛身至江西宜春仰山集雲峰，於荒無人煙處扎一茅寮，墾地耕種且自足，直至唐宣宗即位之後，慧寂禪師於此創建了棲隱寺，聚徒講學授法。
唐僖宗時，遷往大仰山（罗霄山脉北段武功山一脉, 现江西宜春境内），大振溈山宗風，被稱為仰山小釋迦。曾住持江西觀音院，後又遷往韶州東平山。弘揚佛法度化無數， 朝廷賜與紫衣，賜號「澄虛大師」。
中和三年（883年）示寂，世壽七十七。遺偈曰：「年滿七十七，老去是今日。任性自浮沉，兩手攀屈膝。」言訖。以兩手抱膝而終。仰山禪師圓寂後，由南塔光涌禪師（仰山弟子）遷靈骨歸仰山，塔於集雲峰下；諡智通禪師妙光之塔。因居仰山，故世稱仰山慧寂；又禪師時以手勢示悟行者，人稱仰山門風。

## 師承
- 溈山靈祐

## 弟子
- 西塔光穆 [2]
- 南塔光涌
- 無著文喜

## 主要著作
- 《袁州仰山慧寂禪師語錄》

## 外部連結
- 袁州仰山慧寂禪師語錄（页面存档备份，存于）
- 慧寂禅师和仰山栖隐寺 （页面存档备份，存于）
- 仰山栖隐禅寺
- 仰山慧寂禅师塔院（页面存档备份，存于）